# Kazimierz Sokołowski
Kazimierz Jan Sokołowski (Lemberg, 1908. március 26. – Tarnów, 1998. július 3.) lengyel jégkorongozó, olimpikon.
Az 1932. évi téli olimpiai játékokon játszott a jégkorongtornán. Ez az olimpia az USA-ban volt és csak 4 válogatott vett részt: Kanada, USA, Németország és Lengyelország. Egy csoportba került mind a 4 csapat és oda-visszavágós rendszer alapján játszottak. Mind a 6 mérkőzésen kikaptak. Csak 3 gólt tudott ütni a csapat. Mind a 6 mérkőzésen játszott és nem ütött gólt. Az utolsó, 4. helyen végezetek.
Az 1936. évi téli olimpiai játékokon visszatért a jégkorongtornára, Garmisch-Partenkirchenbe. 15 válogatott vett részt. Ők az A csoportba kerültek. A kanadaiaktól 8–1-re, az osztrákoktól 2–1-re kaptak ki, végül a letteket 7–1-re győzték le. Mind a 3 mérkőzésen játszott és nem ütött gólt. A 9. helyen végezetek.
Részt vett még 5 jégkorong-világbajnokságon. Az 1930-as, 1931-es, 1933-as, az 1935-ös és az 1937-es jégkorong-világbajnokságon. Az 1931-es világbajnokságon 4. lettek és ez jégkorong-Európa-bajnokságnak is számított, így ezüstérmesek lettek.
Klubcsapata a Lechia Lwów volt.